# Efe Gómez
Efe Gómez, nacido Francisco Gómez Escobar (Fredonia, 8 de mayo de 1867-1938) fue un escritor e intelectual colombiano. Ha sido incluido dentro del grupo de autores antioqueños, del cual hicieron parte también Tomás Carrasquilla y Francisco de Paula Rendón. 

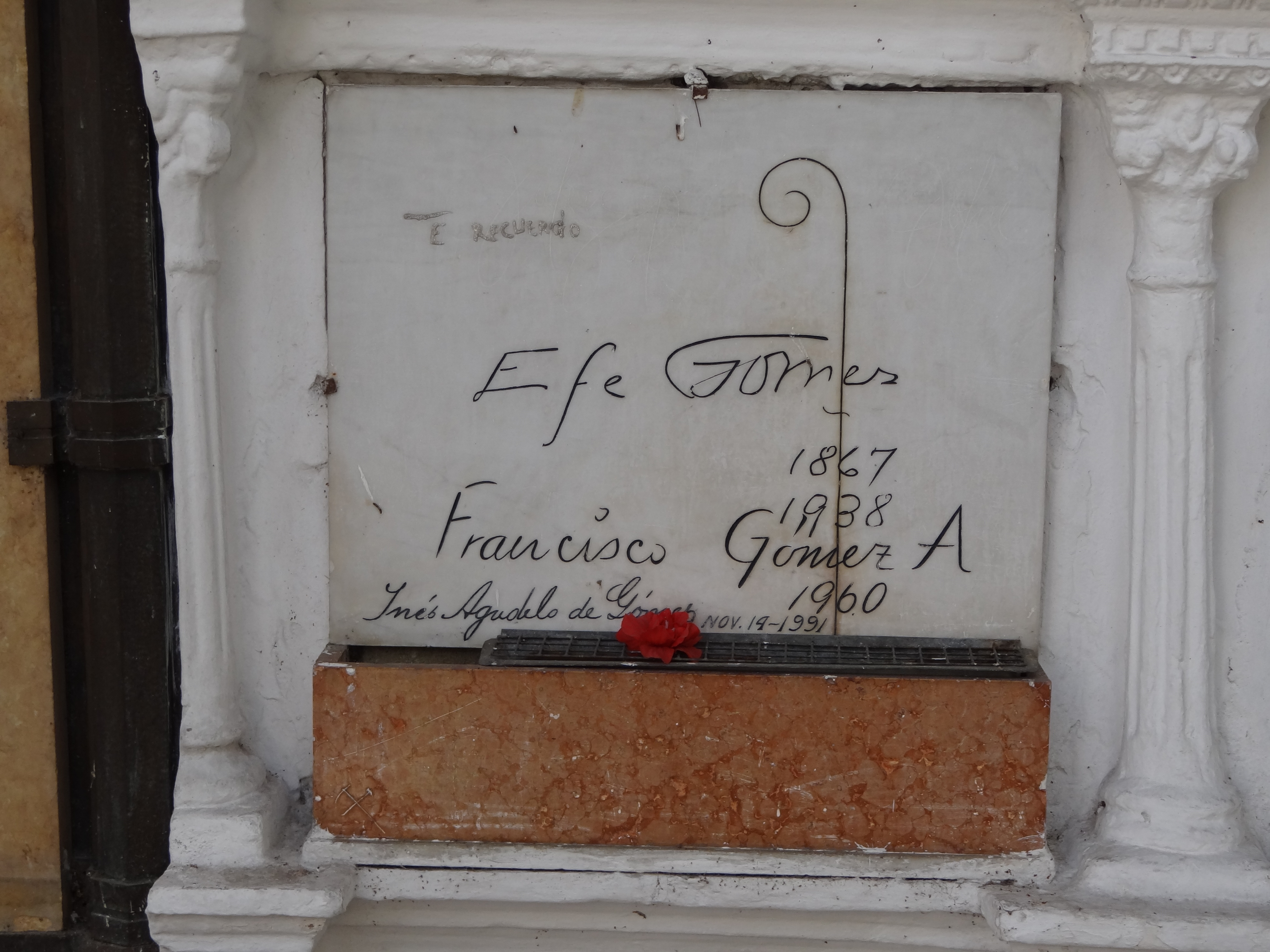
Tumba de EFE Gómez. Cementerio de San Pedro. Medellín. Colombia

## Biografía
Francisco Gómez Escobar nació en el municipio de Fredonia en 1867 y murió en 1938. Efe Gómez completó sus estudios de bachiller en la Universidad de Antioquia y luego se graduó como ingeniero en la Escuela de Minas de Medellín.
Sus primeras incursiones como escritor fueron algunos cuentos que publicó la editorial “La Miscelánea”, de Medellín, en 1895. Efe Gómez formó en esta ciudad parte de varios grupos culturales, y colaboró en revistas literarias como El Montañés, El Repertorio, Alpha y Cirirí. También, tomó parte en la activa bohemia que caracterizó los primeros 30 años del siglo XX en Medellín. Es destacable observar el hecho de que el connotado escritor nunca dejó de combinar su actividad literaria con sus labores de ingeniero y minero, en especial en las minas de oro del Zancudo y en las salinas de Guaca.

## Obra
Efe Gómez enfatiza lo que se opone al hecho de ser feliz, enfatiza el misterio de la muerte y su función liberadora, enfatiza ese matiz no confiable del ser humano, es pesimista, dramático. 
Ciertos protagonistas de sus obras llegarán a expresarse como rebeldes frente a lo social, frente a lo cultural, pero terminarán derrotados por los hechos, por lo cual habrán de refugiarse en el alcohol o la tristeza desesperante. Otros buscarán un triunfo aparente, como el poder y la riqueza, que no pueden surgir sino de la corrupción, la falsedad o el robo. Esto conduce a una visión muy crítica del proceso social que vivía Antioquia, dominada cada vez más por los valores de la riqueza y el éxito económico. 
La imagen que Efe Gómez presenta de los antioqueños se aparta del optimista elogio a la raza, tan frecuente en sus tiempos. Esta visión trágica y pesimista de la cultura y la civilización puede haberse definido a partir de sus extensas lecturas de Friedrich Nietzsche y Arthur Schopenhauer, señalados por Kurt Levy como sus maestros filosóficos. La obra de Efe Gómez no es extensa. Se ha logrado reunir en tres volúmenes de cuentos (Almas Rudas, Retorno y Guayabo Negro) y en una novela (Mi gente), que retoma muchas de sus narraciones breves. Entre sus mejores cuentos, además de los que dan título a las antologías mencionadas, deben recordarse "Un Zaratustra maicero", "La tragedia del minero", "El paisano Álvarez Gaviria", "Un héroe de la dura cerviz", "Un crimen", "En la selva", "Eutanasia" y "El alcalde de Río limpio".